# Parwinnertzia notmani
Parwinnertzia notmani är en tvåvingeart som beskrevs av Ephraim Porter Felt 1920. Parwinnertzia notmani ingår i släktet Parwinnertzia och familjen gallmyggor.
Artens utbredningsområde är New York. Inga underarter finns listade i Catalogue of Life.